# Reeder
Reeder és una població dels Estats Units a l'estat de Dakota del Nord. Segons el cens del 2000 tenia 181 habitants.

## Demografia
Segons el cens del 2000, Reeder tenia 181 habitants, 100 habitatges, i 53 famílies. La densitat de població era de 114,6 hab./km².
Dels 100 habitatges en un 9% hi vivien nens de menys de 18 anys, en un 50% hi vivien parelles casades, en un 3% dones solteres, i en un 47% no eren unitats familiars. En el 39% dels habitatges hi vivien persones soles el 24% de les quals corresponia a persones de 65 anys o més que vivien soles. El nombre mitjà de persones vivint en cada habitatge era d'1,81 i el nombre mitjà de persones que vivien en cada família era de 2,38.
Per edats la població es repartia de la següent manera: un 11% tenia menys de 18 anys, un 3,9% entre 18 i 24, un 14,4% entre 25 i 44, un 32% de 45 a 60 i un 38,7% 65 anys o més.
L'edat mediana era de 60 anys. Per cada 100 dones de 18 o més anys hi havia 96,3 homes.
La renda mediana per habitatge era de 22.679 $ i la renda mediana per família de 33.333 $. Els homes tenien una renda mediana de 25.208 $ mentre que les dones 18.750 $. La renda per capita de la població era de 15.462 $. Entorn del 3,2% de les famílies i el 9,5% de la població estaven per davall del llindar de pobresa.

## Poblacions més properes
El següent diagrama mostra les poblacions més properes.